# Baitchai
En franc-comtois, le baitchai est le bruit d'une cloche fêlée ou celui d'un bris de vaisselle. 

## Description
C'est à la fois une institution bien spécifique et un moment central des festivités carnavalesques. La tradition du baitchai est sans doute la seule tradition qui se soit maintenue aux Franches-Montagnes depuis la fin du XIXe siècle qui consiste à propager partout un bruit répétitif visant à éloigner les esprits hantant le village, permettant ainsi à ce dernier de retrouver la tranquillité juste avant l'entrée en Carême. Dans chaque localité, le baitchai a son propre rythme.
Selon la tradition dans les Franches-Montagnes, seuls les garçons sont conviés au baitchai, mais depuis 1974 les femmes peuvent participer à la ronde du Noirmont et on dénombra également 3 demoiselles à la ronde des Pommerats en 2007. Autre particularité pour la ronde Montfaucon-Les Enfers : seuls les jeunes hommes célibataires sont habilités à y participer.

## Costumes et coutumes
Au Noirmont, pour le groupe des sauvages, les costumes sont confectionnés avec des branches de sapins et des objets récoltés en forêt. Les visages sont noircis. Il s'agit alors pour eux de capturer des jeunes filles, de leur noircir le visage, de les fouetter et de les jeter dans une fontaine, désormais avec leur consentement.

## Participation
| Localité              | Participants enfants en 2007 | Participants adultes en 2007 |
| --------------------- | ---------------------------- | ---------------------------- |
| Le Noirmont           | à compléter                  | 80                           |
| Les Bois              | 39 (15 Minis et 24 Cadets)   | 57 Actifs                    |
| Les Breuleux          | 151                          | 43                           |
| Les Emibois           | 20                           | à compléter                  |
| Muriaux               | 15                           | 13                           |
| Saignelégier          | à compléter                  | 60                           |
| Les Pommerats         | 17                           | 13                           |
| Le Bémont             | 26                           | 16                           |
| Montfaucon            | 28                           |                              |
| Les Enfers            | 28                           |                              |
| Montfaucon-Les Enfers |                              | 12                           |